# Attische Cephissus

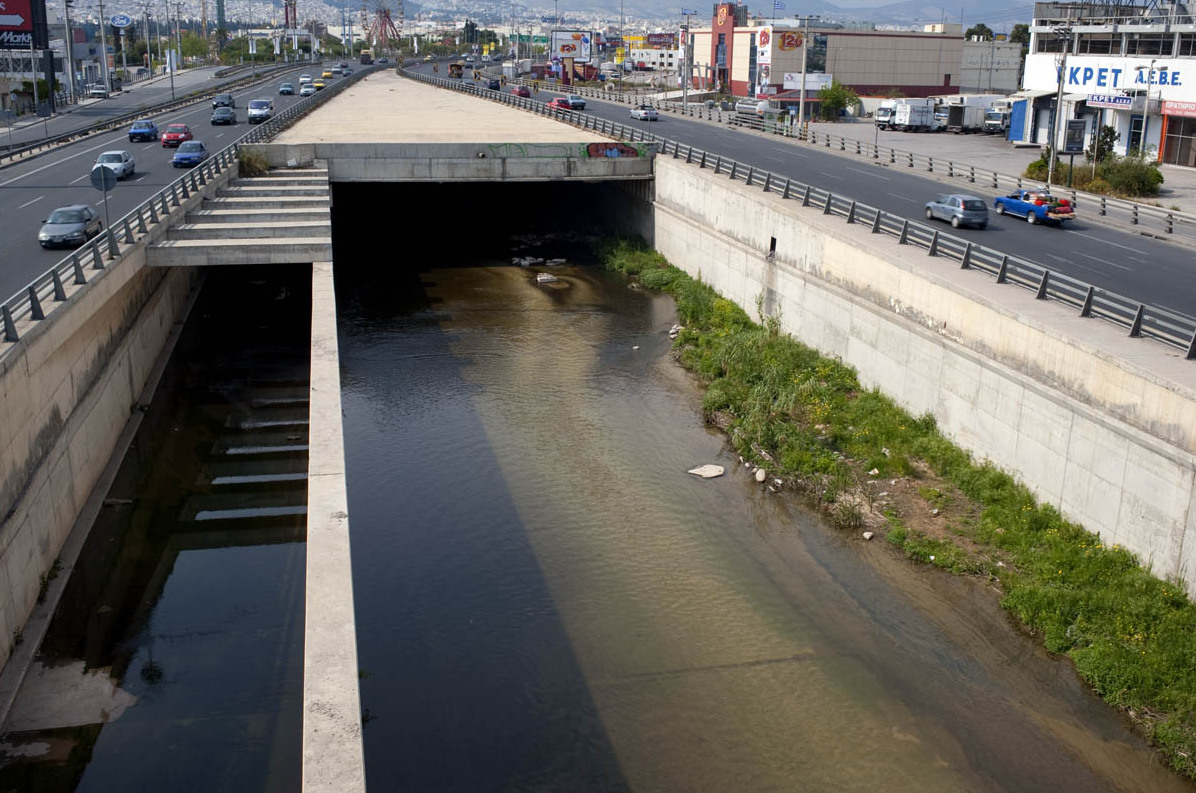
De Attische Cephissus

De Attische Cephisus (Grieks: Κήφισσος, Kifissós, Kephissós, Kêphissos), was (en is) de belangrijkste rivier in de Atheense vlakte. De rivier is vernoemd naar Cephisus. Hij werd gevoed door alle bronnen en beken van het omringende gebergte (onder meer Parnes en Pentelikon), irrigeerde de vlakte ten westen van Athene en mondde uit in de Baai van Phalerum. Het dorp Cephísia (nu de luxueuze voorstad Kifisia ten noorden van Athene, eindpunt van een metrolijn naar Piraeus) is naar deze rivier genoemd.